# Історичні області Хорватії

Власне Хорватія
Далмація
Славонія, Бараня (світліший відтінок)
Істрія

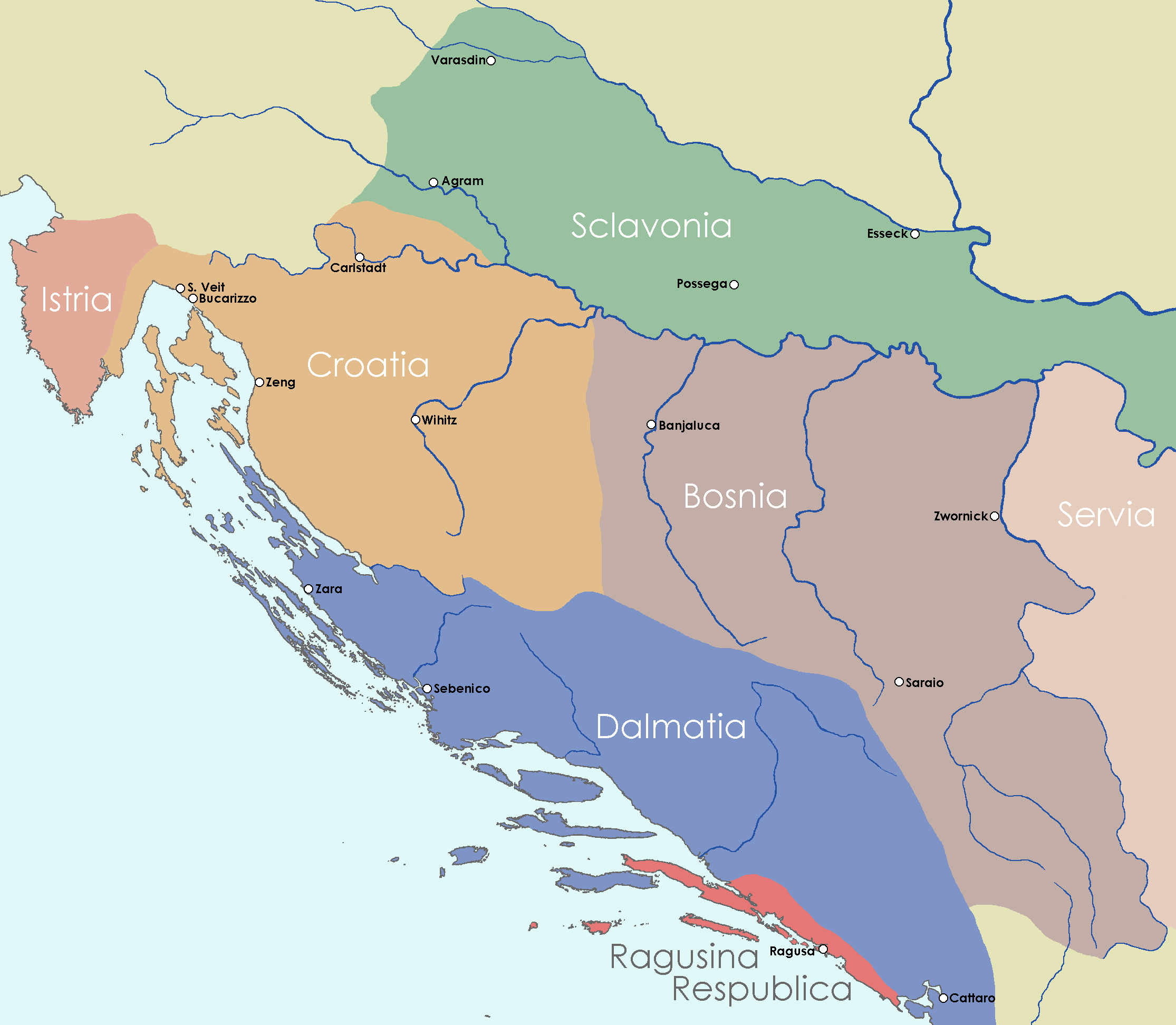
Хорватські історичні області згідно з картою Матеуса Зойтера з 1720 р.
Хорватія
Далмація
Склавонія (Славонія)
Істрія
Рагузька республіка (Дубровницька республіка)

Історичні області Хорватії — 4 основні історико-географічні області в Хорватії: Центральна Хорватія, Далмація, Славонія та Істрія.
Вони, у свою чергу, поділяються на менші області та краї. Серцевиною країни є Центральна Хорватія, у якій можна виділити Хорватське Загір'я і Хорватське Примор'я.
Адміністративно ж Хорватія складається з двадцятьох жупаній.

## Історичні області
| Герб                            | Назва              | Положення                                        | Опис                                                                       |
| ------------------------------- | ------------------ | ------------------------------------------------ | -------------------------------------------------------------------------- |
| Coat of arms of Croatia proper  | Хорватія (як така) | Map of Croatia proper within Republic of Croatia | Центральна (Серединна) Хорватія.                                           |
| Coat of arms of Dalmatia        | Далмація           | Map of Dalmatia                                  | Задар (Зара) — історична столиця області, тоді як найбільше місто — Спліт. |
| Coat of arms of Slavonia        | Славонія           | Map of Slavonia within Republic of Croatia       | Житниця Хорватії.                                                          |
| Coat of arms of Croatian Istria | Істрія             | Map of Istria                                    | Область поширення чакавського наріччя.                                     |